# Wang Liqin
Wang Liqin es un exjugador de tenis de mesa nacido en Shanghái, China. En enero de 2014 llegó al puesto 12 del ranking de la ITTF, medallista de oro en la modalidad de equipos y medallista de bronce en individuales en los Juegos Olímpicos de Pekín 2008.
Wang Liqin utilizaba la empuñadura clásica, con un estilo de juego dominado por su derecho y con un revés que ocasionalmente utiliza con "top spin" para abrir el juego. Su gran altura y empuñadura le otorga gran alcance.
Wang Liqin junto al chino Liu Guoliang y el sur coreano Yoo Nam-Kyu son los tenimesistas con mayor cantidad de medallas olímpicas hasta la fecha, sumando cuatro cada uno. Liqin ha obtenido el oro en dobles y en equipos en Sídney 2000 y Pekín 2008, respectivamente, y el bronce en individuales en Atenas 2004 y Pekín 2008. Ha obtenido el Campeonato del mundo de Tenis de Mesa en tres oportunidades (2001, 2005 y 2007) en individuales, dos veces en dobles masculino (2001 y 2003) y dos veces en dobles mixtos (2005 y 2007).

## Palmarés (individuales)[1]

### Juegos Olímpicos
- Medalla de bronce (Atenas 2004, Pekín 2008)

### Campeonato del mundo
- Campeón (2001, 2005 y 2007)

### Copa del mundo
- Finalista (2001)
- Tercer puesto (2003, 2006 y 2007)

### Pro-Tour Grand Finals
- Campeón (1998, 2000 y 2004)
- Finalista (1997 y 2001)
- Semifinalista (2007)

### Torneo de campeones
- Campeón (2006)
- Semifinalista (2007)

### ITTF Pro-Tour
Campeón:
- 2010: Doha   ( Catar)
- 2006: Yokohama ( Japón), Doha ( Catar)
- 2005: Shenzhen ( China), Harbin ( China), Doha ( Catar)
- 2004: Changchun ( China), Singapur ( Singapur), Pyeongchang ( Corea del Sur)
- 2003: Malmö ( Suecia, Bremen ( Alemania)
- 2002: Qingdao City ( China)
- 2001: Skovde ( Suecia), Hainan ( China), Chatham ( Inglaterra)
- 2000: Farum ( Dinamarca), Fort Lauderdale ( Estados Unidos), Kobe City ( Japón), Chang Chun city ( China)
- 1999: Karlskrona ( Suecia)
- 1998: Beirut ( Líbano)

### Juegos Asiáticos
- Campeón (2002)

### Asian Championship ATTU
- Campeón (1998 y 2005)